# サンタ・クララ
サンタ・クラーラ（スペイン語: Santa Clara）は、キューバの中央部にある都市。ビジャ・クララ州の州都。ハバナの東方約290キロメートルの地点にある。

## 概要
クリストファー・コロンブスによって開かれ、キューバで最初に欧州人に建設された都市である。17世紀にはスペインの植民地統治の中心地として繁栄した。周辺地域でサトウキビやタバコが大量に栽培されるため、それら作物の集散地としての役割を果たしつつ、関連工業を発達させてきた。
市内にラス・ビジャス大学がある。キューバ革命の際にエルネスト・ゲバラ少佐によって解放された都市としても有名で、現在はゲバラ司令官の霊廟（チェ・ゲバラ霊廟）がある。

## 交通
- アベル・サンタ・マリア空港